# Haplodrassus stuxbergi
Haplodrassus stuxbergi är en spindelart som först beskrevs av Ludwig Carl Christian Koch 1879.  Haplodrassus stuxbergi ingår i släktet Haplodrassus och familjen plattbuksspindlar. Inga underarter finns listade i Catalogue of Life.